# Ob Passage
Ob Passage (engelska) eller Prohod Ob' (ryska) är ett sund i Antarktis. Det ligger i Östantarktis. Australien gör anspråk på området.